# Michaël Llodra
Michaël Llodra (* 18. Mai 1980 in Paris) ist ein ehemaliger französischer Tennisspieler. Er ist Ritter des französischen Nationalverdienstordens.

## Karriere
Michaël Llodra gewann in seiner Profikarriere fünf Einzeltitel und erreichte vier weitere Endspiele.
Weitaus erfolgreicher war er im Doppel, wo er auf 26 Titel kam. Mit Siegen bei den Australian Open 2003 und 2004 (jeweils mit Fabrice Santoro) und Wimbledon 2007 (mit Arnaud Clément) gelangen ihm drei Grand-Slam-Erfolge sowie mit Santoro 2005 ein Erfolg beim saisonabschließenden Tennis Masters Cup. Darüber hinaus scheiterte er 22-mal bei Doppelkonkurrenzen erst im Finale, unter anderem bei den Australian Open 2002 (mit Santoro), den French Open 2004 (mit Santoro) und den Australian Open 2008 (mit Clément). 2012 erreichte er mit Jo-Wilfried Tsonga das Finale in der Doppelkonkurrenz der Olympischen Spiele, das sie in zwei Sätzen gegen Bob und Mike Bryan verloren.
Llodras beste Weltranglistenplatzierungen waren Position 21 (Mai 2011) in der Einzel- sowie Position 3 (November 2011) in der Doppelwertung.
Für die französische Davis-Cup-Mannschaft absolvierte er zwischen 2002 und 2014 insgesamt 28 Begegnungen. Dabei gewann er vier seiner neun Einzelpartien und 20 seiner 28 Einsätze im Doppel. 2010 verlor er die entscheidende Einzelpartie der Finalbegegnung gegen Serbien glatt in drei Sätzen gegen Viktor Troicki; Serbien gewann das Finale mit 3:2.
Am 24. Januar 2002 gelang Michaël Llodra im Halbfinale der Australian Open an der Seite seines Partners Fabrice Santoro das „Kunststück“, einen tief über den Platz fliegenden Vogel mit dem Tennisball zu treffen. Der Ball wurde für die Gegner Julien Boutter und Arnaud Clément unerreichbar abgefälscht. Schiedsrichter Javier Moreno trug das tote Tier vom Platz. Llodra erklärte 2014, dass er seine Karriere zum Ende der Saison beende. 2014 beriet er die belgische Davis-Cup-Mannschaft vor ihrem Finale gegen Großbritannien.
Ab 2018 arbeitet er für Nicolas Mahut als Trainer.

## Erfolge
| Legende                                                |
| Grand Slam (3)                                         |
| Olympische Spiele                                      |
| Tennis Masters Cup / ATP World Tour Finals (1)         |
| ATP Masters Series / ATP World Tour Masters 1000 (3)   |
| ATP International Series Gold / ATP World Tour 500 (7) |
| ATP International Series / ATP World Tour 250 (17)     |
| ATP Challenger Tour (12)                               |

| Titel nach Belag |
| Hartplatz (21)   |
| Sand (2)         |
| Rasen (3)        |
| Teppich (5)      |

### Einzel

#### Turniersiege

##### ATP World Tour
| Nr. | Datum            | Turnier          | Belag         | Finalgegner            | Ergebnis        |
| --- | ---------------- | ---------------- | ------------- | ---------------------- | --------------- |
| 1.  | 14. Juni 2004    | ’s-Hertogenbosch | Rasen         | Guillermo Coria        | 6:3, 6:4        |
| 2.  | 6. Januar 2008   | Adelaide         | Hartplatz     | Jarkko Nieminen        | 6:3, 6:4        |
| 3.  | 24. Februar 2008 | Rotterdam        | Hartplatz (i) | Robin Söderling        | 6:73, 6:3, 7:64 |
| 4.  | 21. Februar 2010 | Marseille        | Hartplatz (i) | Julien Benneteau       | 6:3, 6:4        |
| 5.  | 19. Juni 2010    | Eastbourne       | Rasen         | Guillermo García López | 7:5, 6:2        |

##### ATP Challenger Tour
| Nr. | Datum            | Turnier      | Belag         | Finalgegner      | Ergebnis |
| --- | ---------------- | ------------ | ------------- | ---------------- | -------- |
| 1.  | 28. Januar 2001  | Heilbronn    | Teppich (i)   | Goran Ivanišević | 6:3, 6:4 |
| 2.  | 4. Februar 2001  | Hamburg      | Teppich (i)   | Jan Vacek        | 6:4, 6:3 |
| 3.  | 5. Oktober 2002  | Grenoble (1) | Hartplatz (i) | Irakli Labadse   | 6:4, 6:3 |
| 4.  | 1. Oktober 2006  | Grenoble (2) | Hartplatz (i) | Nicolas Tourte   | 6:2, 6:2 |
| 5.  | 22. Oktober 2006 | Kolding      | Hartplatz (i) | Raemon Sluiter   | 6:4, 6:4 |
| 6.  | 23. Oktober 2011 | Orléans      | Hartplatz (i) | Arnaud Clément   | 7:5, 6:1 |

#### Finalteilnahmen
| Nr. | Datum            | Turnier          | Belag         | Finalgegner           | Ergebnis  |
| --- | ---------------- | ---------------- | ------------- | --------------------- | --------- |
| 1.  | 5. Januar 2004   | Adelaide         | Hartplatz     | Dominik Hrbatý        | 4:6, 0:6  |
| 2.  | 13. Juni 2005    | ’s-Hertogenbosch | Rasen         | Mario Ančić           | 5:7, 4:6  |
| 3.  | 16. Februar 2009 | Marseille (1)    | Hartplatz (i) | Jo-Wilfried Tsonga    | 5:7, 6:73 |
| 4.  | 1. November 2009 | Lyon             | Hartplatz (i) | Ivan Ljubičić         | 5:7, 3:6  |
| 5.  | 26. Februar 2012 | Marseille (2)    | Hartplatz (i) | Juan Martín del Potro | 4:6, 4:6  |

### Doppel

#### Turniersiege

##### ATP World Tour
| Nr. | Datum              | Turnier             | Belag         | Partner          | Finalgegner                          | Ergebnis            |
| --- | ------------------ | ------------------- | ------------- | ---------------- | ------------------------------------ | ------------------- |
| 1.  | 1. Mai 2000        | Mallorca            | Sand          | Diego Nargiso    | Alberto Martín Fernando Vicente      | 7:62, 7:63          |
| 2.  | 13. Januar 2003    | Australian Open (1) | Hartplatz     | Fabrice Santoro  | Mark Knowles Daniel Nestor           | 6:4, 3:6, 6:3       |
| 3.  | 19. Januar 2004    | Australian Open (2) | Hartplatz     | Fabrice Santoro  | Bob Bryan Mike Bryan                 | 7:64, 6:3           |
| 4.  | 23. August 2004    | Long Island         | Hartplatz     | Antony Dupuis    | Yves Allegro Michael Kohlmann        | 6:2, 6:4            |
| 5.  | 25. Oktober 2004   | St. Petersburg      | Teppich (i)   | Arnaud Clément   | Dominik Hrbatý Jaroslav Levinský     | 6:3, 6:2            |
| 6.  | 11. April 2005     | Rom                 | Sand          | Fabrice Santoro  | Bob Bryan Mike Bryan                 | 6:4, 6:2            |
| 7.  | 3. Oktober 2005    | Metz (1)            | Hartplatz (i) | Fabrice Santoro  | José Acasuso Sebastián Prieto        | 5:2, 3:5, 5:4       |
| 8.  | 24. Oktober 2005   | Lyon (1)            | Teppich (i)   | Fabrice Santoro  | Jeff Coetzee Rogier Wassen           | 6:3, 6:1            |
| 9.  | 7. November 2005   | Shanghai            | Teppich (i)   | Fabrice Santoro  | Leander Paes Nenad Zimonjić          | 6:76, 6:3, 7:64     |
| 10. | 30. Oktober 2006   | Paris               | Teppich (i)   | Arnaud Clément   | Fabrice Santoro Nenad Zimonjić       | 6:4, 6:2            |
| 11. | 12. Februar 2007   | Marseille (1)       | Hartplatz (i) | Arnaud Clément   | Mark Knowles Daniel Nestor           | 7:5, 4:6, [10:8]    |
| 12. | 8. Juli 2007       | Wimbledon           | Rasen         | Arnaud Clément   | Bob Bryan Mike Bryan                 | 6:75, 6:3, 6:4, 6:4 |
| 13. | 1. Oktober 2007    | Metz (2)            | Hartplatz (i) | Arnaud Clément   | Mariusz Fyrstenberg Marcin Matkowski | 6:1, 6:4            |
| 14. | 9. März 2008       | Las Vegas           | Hartplatz     | Julien Benneteau | Bob Bryan Mike Bryan                 | 6:4, 4:6, [10:8]    |
| 15. | 29. September 2008 | Metz (3)            | Hartplatz (i) | Arnaud Clément   | Mariusz Fyrstenberg Marcin Matkowski | 5:7, 6:3, [10:8]    |
| 16. | 20. Oktober 2008   | Lyon (2)            | Teppich (i)   | Andy Ram         | Stephen Huss Ross Hutchins           | 6:3, 5:7, [10:8]    |
| 17. | 9. März 2009       | Marseille (2)       | Hartplatz (i) | Arnaud Clément   | Julian Knowle Andy Ram               | 3:6, 6:3, [10:8]    |
| 18. | 21. Februar 2010   | Marseille (3)       | Hartplatz (i) | Julien Benneteau | Julian Knowle Robert Lindstedt       | 6:4, 6:3            |
| 19. | 6. August 2011     | Washington D.C.     | Hartplatz     | Nenad Zimonjić   | Robert Lindstedt Horia Tecău         | 6:73, 7:66, [10:7]  |
| 20. | 14. August 2011    | Montréal            | Hartplatz     | Nenad Zimonjić   | Bob Bryan Mike Bryan                 | 6:4, 6:75, [10:5]   |
| 21. | 9. Oktober 2011    | Peking              | Hartplatz     | Nenad Zimonjić   | Robert Lindstedt Horia Tecău         | 7:62, 7:64          |
| 22. | 6. November 2011   | Basel               | Hartplatz (i) | Nenad Zimonjić   | Maks Mirny Daniel Nestor             | 6:4, 7:5            |
| 23. | 19. Februar 2012   | Rotterdam (1)       | Hartplatz (i) | Nenad Zimonjić   | Robert Lindstedt Horia Tecău         | 4:6, 7:5, [16:14]   |
| 24. | 10. Februar 2013   | Montpellier         | Hartplatz (i) | Marc Gicquel     | Johan Brunström Raven Klaasen        | 6:3, 3:6, [11:9]    |
| 25. | 3. März 2013       | Dubai               | Hartplatz     | Mahesh Bhupathi  | Robert Lindstedt Nenad Zimonjić      | 7:66, 7:66          |
| 26. | 16. Februar 2014   | Rotterdam (2)       | Hartplatz (i) | Nicolas Mahut    | Jean-Julien Rojer Horia Tecău        | 6:2, 7:64           |

##### ATP Challenger Tour
| Nr. | Datum              | Turnier   | Belag         | Partner          | Finalgegner                             | Ergebnis        |
| --- | ------------------ | --------- | ------------- | ---------------- | --------------------------------------- | --------------- |
| 1.  | 4. März 2000       | Cherbourg | Hartplatz (i) | Julien Boutter   | Julien Benneteau Nicolas Mahut          | 2:6, 6:4, 7:5   |
| 2.  | 11. März 2000      | Besançon  | Hartplatz (i) | Julien Boutter   | Stefano Pescosolido Vincenzo Santopadre | 6:4, 6:76, 7:65 |
| 3.  | 20. Mai 2000       | Zagreb    | Sand          | Diego Nargiso    | E. Nicolás Germán Puentes               | 6:2, 6:3        |
| 4.  | 23. Februar 2001   | Hull      | Teppich (i)   | Michael Kohlmann | Barry Cowan Martin Lee                  | 6:2, 6:3        |
| 5.  | 11. Mai 2001       | Jerusalem | Hartplatz     | Jonathan Erlich  | Noam Behr Noam Okun                     | 7:5, 4:6, 7:62  |
| 6.  | 22. September 2001 | Istanbul  | Hartplatz     | Jonathan Erlich  | Sander Groen Michael Kohlmann           | kampflos        |

#### Finalteilnahmen
| Nr. | Datum              | Turnier             | Belag         | Partner            | Finalgegner                           | Ergebnis                  |
| --- | ------------------ | ------------------- | ------------- | ------------------ | ------------------------------------- | ------------------------- |
| 1.  | 14. Januar 2002    | Australian Open (1) | Hartplatz     | Fabrice Santoro    | Mark Knowles Daniel Nestor            | 6:74, 3:6                 |
| 2.  | 22. Juli 2002      | Los Angeles         | Hartplatz     | Justin Gimelstob   | Sébastien Grosjean Nicolas Kiefer     | 4:6, 4:6                  |
| 3.  | 14. April 2003     | Monte Carlo         | Sand          | Fabrice Santoro    | Mahesh Bhupathi Maks Mirny            | 4:6, 6:3, 6:76            |
| 4.  | 5. Mai 2003        | Rom                 | Sand          | Fabrice Santoro    | Wayne Arthurs Paul Hanley             | 1:6, 3:6                  |
| 5.  | 29. September 2003 | Metz (1)            | Hartplatz (i) | Fabrice Santoro    | Julien Benneteau Nicolas Mahut        | 6:72, 3:6                 |
| 6.  | 27. Oktober 2003   | Paris               | Teppich (i)   | Fabrice Santoro    | Wayne Arthurs Paul Hanley             | 3:6, 6:1, 3:6             |
| 7.  | 8. November 2003   | Houston             | Hartplatz     | Fabrice Santoro    | Bob Bryan Mike Bryan                  | 7:66, 3:6, 6:3, 6:73, 4:6 |
| 8.  | 5. Januar 2004     | Adelaide            | Hartplatz     | Arnaud Clément     | Bob Bryan Mike Bryan                  | 5:7, 3:6                  |
| 9.  | 24. Mai 2004       | French Open         | Sand          | Fabrice Santoro    | Xavier Malisse Olivier Rochus         | 5:7, 5:7                  |
| 10. | 10. Januar 2005    | Sydney              | Hartplatz     | Arnaud Clément     | Mahesh Bhupathi Todd Woodbridge       | 3:6, 3:6                  |
| 11. | 9. Mai 2005        | Hamburg             | Sand          | Fabrice Santoro    | Jonas Björkman Maks Mirny             | 6:4, 6:72, 6:73           |
| 12. | 25. September 2007 | Bangkok             | Hartplatz (i) | Nicolas Mahut      | Sonchat Ratiwatana Sanchai Ratiwatana | 6:3, 5:7, [7:10]          |
| 13. | 7. Oktober 2007    | Stockholm           | Hartplatz (i) | Arnaud Clément     | Jonas Björkman Maks Mirny             | 4:6, 4:6                  |
| 14. | 14. Januar 2008    | Australian Open (2) | Hartplatz     | Arnaud Clément     | Jonathan Erlich Andy Ram              | 5:7, 6:74                 |
| 15. | 21. September 2009 | Metz (2)            | Hartplatz (i) | Arnaud Clément     | Colin Fleming Ken Skupski             | 6:2, 4:6, [5:10]          |
| 16. | 15. August 2010    | Toronto             | Hartplatz     | Julien Benneteau   | Bob Bryan Mike Bryan                  | 5:7, 3:6                  |
| 17. | 13. Februar 2011   | Rotterdam           | Hartplatz (i) | Nenad Zimonjić     | Jürgen Melzer Philipp Petzschner      | 6:4, 3:6, [5:10]          |
| 18. | 8. Mai 2011        | Madrid              | Sand          | Nenad Zimonjić     | Bob Bryan Mike Bryan                  | 3:6, 3:6                  |
| 19. | 21. August 2011    | Cincinnati          | Hartplatz     | Nenad Zimonjić     | Mahesh Bhupathi Leander Paes          | 6:74, 6:72                |
| 20. | 16. Oktober 2011   | Schanghai           | Hartplatz     | Nenad Zimonjić     | Maks Mirny Daniel Nestor              | 6:3, 1:6, [10:12]         |
| 21. | 4. August 2012     | Olympische Spiele   | Rasen         | Jo-Wilfried Tsonga | Bob Bryan Mike Bryan                  | 4:6, 6:72                 |
| 22. | 8. Juni 2013       | French Open         | Sand          | Nicolas Mahut      | Bob Bryan Mike Bryan                  | 4:6, 6:4; 6:74            |

## Abschneiden bei bedeutenden Turnieren

### Doppel
Die Tabelle listet die Ergebnisse der Grand-Slam-Turniere, der ATP Finals, der Olympischen Spiele, des Davis Cups und der Masters-Turniere auf.
| Turnier           | 2014 | 2013 | 2012 | 2011 | 2010 | 2009 | 2008 | 2007 | 2006 | 2005 | 2004 | 2003 | 2002 | 2001 | 2000 | 1999 | Karriere |
| ----------------- | ---- | ---- | ---- | ---- | ---- | ---- | ---- | ---- | ---- | ---- | ---- | ---- | ---- | ---- | ---- | ---- | -------- |
| Australian Open   | HF   | 1    | AF   | VF   | 1    | —    | F    | 1    | 2    | VF   | S    | S    | F    | 1    | —    | —    | 2 × S    |
| French Open       | AF   | F    | VF   | HF   | AF   | 1    | 1    | AF   | AF   | 2    | F    | AF   | 2    | VF   | 1    | 2    | 2 × F    |
| Wimbledon         | HF   | 2    | AF   | HF   | VF   | —    | —    | S    | —    | VF   | —    | AF   | 1    | AF   | 2    | —    | 1 × S    |
| US Open           | 2    | AF   | 1    | AF   | 2    | VF   | 1    | 2    | VF   | 1    | 2    | HF   | 2    | 1    | 1    | —    | 1 × HF   |
| ATP Finals        | —    | —    | —    | RR   | —    | —    | —    | RR   | —    | S    | —    | F    | —    | —    | —    | —    | 1 × S    |
| Indian Wells      | —    | —    | 1    | 1    | VF   | AF   | AF   | AF   | —    | AF   | —    | AF   | AF   | —    | —    | —    | 1 × VF   |
| Miami             | HF   | AF   | VF   | VF   | 1    | —    | VF   | HF   | AF   | VF   | —    | 1    | AF   | —    | —    | —    | 2 × HF   |
| Monte Carlo       | AF   | —    | HF   | AF   | —    | —    | AF   | 1    | AF   | HF   | AF   | F    | AF   | —    | —    | —    | 1 × F    |
| Madrid            | AF   | 1    | AF   | F    | —    | —    | AF   | —    | —    | HF   | —    | —    | 1    |      |      |      | 1 × F    |
| Rom               | —    | —    | VF   | VF   | AF   | —    | AF   | AF   | —    | S    | VF   | F    | AF   | —    | —    | —    | 1 × S    |
| Hamburg           |      |      |      |      |      |      | VF   | —    | AF   | F    | —    | —    | —    | —    | —    | —    | 1 × F    |
| Kanada            | AF   | AF   | —    | S    | F    | 1    | 1    | 1    | —    | —    | HF   | VF   | 1    | —    | 1    | —    | 1 × S    |
| Cincinnati        | —    | 1    | —    | F    | AF   | VF   | —    | —    | —    | HF   | VF   | VF   | 1    | —    | —    | —    | 1 × F    |
| Stuttgart         |      |      |      |      |      |      |      |      |      |      |      |      |      | —    | —    | —    | —        |
| Shanghai          | —    | —    | —    | F    | 1    | 1    |      |      |      |      |      |      |      |      |      |      | 1 × F    |
| Paris             | —    | 1    | 1    | VF   | AF   | AF   | HF   | HF   | S    | AF   | AF   | F    | VF   | 1    | AF   | —    | 1 × S    |
| Olympische Spiele |      |      | F    |      |      |      | HF   |      |      |      | VF   |      |      |      | —    |      | 1 × F    |
| Davis Cup         | F    | VF   | VF   | HF   | F    | 1    | VF   | VF   | VF   | VF   | HF   | VF   | F    | —    | —    | —    | 3 × F    |

Zeichenerklärung: S = Turniersieg; F, HF, VF, AF = Einzug ins Finale, Halb-, Viertel-, Achtelfinale; 1, 2, 3 = Ausscheiden in der 1., 2., 3. Haupt- / Finalrunde; Q1, Q2, Q3 = Ausscheiden in der 1., 2. 3. Qualifikationsrunde; RR = Round Robin (Gruppenphase); nicht ausgetragen oder andere Kategorie; PO (Playoff), P2 = Auf-/Abstiegsrunde zur Weltgruppe I/II im Davis Cup; W2 = Teilnahme in der Weltgruppe II

## Trivia
Anfang 2005 sorgte Michaël Llodra beim Tennis Masters in Miami für einen ungewöhnlichen Moment. In der Umkleidekabine setzte er sich kurzerhand nackt in den Spind von Ivan Ljubičić. Llodra war überzeugt, dass er auf diese Weise die positiven Schwingungen seines Kollegen aufnehmen könne.